# Magdalene Sibylle af Preussen
Magdalene Sibylle af Preussen (31. december 1586, Königsberg - 12. februar 1659, Dresden) var kurfyrstinde af Sachsen fra 1611 til 1656 som ægtefælle til kurfyrst Johan Georg 1. af Sachsen.
Hendes datter Magdalena Sibylla af Sachsen blev gift med Christian af Danmark, næstældste søn af Christian 4.